# سيغفريد بالم
سيغفريد بالم (بالألمانية: Siegfried Palm)‏ هو أستاذ جامعي وموسيقي ألماني، ولد في 25 أبريل 1927 في بارمن في ألمانيا، وتوفي في 6 يونيو 2005 في فريشن في ألمانيا.

## وصلات خارجية
- سيغفريد بالم على موقع IMDb (الإنجليزية)
- سيغفريد بالم على موقع مونزينجر (الألمانية)
- سيغفريد بالم على موقع ميوزك برينز (الإنجليزية)
- سيغفريد بالم على موقع أول ميوزيك (الإنجليزية)
- سيغفريد بالم على موقع ديسكوغز (الإنجليزية)
- سيغفريد بالم على موقع كينوبويسك (الروسية)